# Kakabai
Le kakabai est une langue austronésienne parlée dans la province de la Baie de Milne en Papouasie-Nouvelle-Guinée.

## Alphabet
Le Kakabai a 20 lettres (Aa, Bb, Dd, Ee, Gg, Ḡḡ, Ii, Kk, Ll, Mm, Nn, Oo, Pp, Rr, Ss, Tt, Uu, Vv, Ww, Yy) et une diphtongue (kw).